# Тивари, Нарайян Датт
Нарайя́н Датт Тива́ри (хинди नारायण दत्त तिवारी, 18 октября 1925, дер. Балути, округ Найнитал (ныне Уттаракханд), Британская Индия — 18 октября 2018, Дели, Индия) — индийский политический деятель, министр иностранных дел Индии (1986—1987).

## Биография
Родился в семье офицера лесной охраны в регионе Кумаон, в семье с хорошим достатком. Однако вскоре его отец, Пурмананд Тивари, ушёл со своего поста из-за призыва к индусам Махатмы Ганди оставить все административные должности, став членом Движения несотрудничества.
Из-за переездов семьи Н. Д. Тивари учился в разных городах: Халдвани, Барели и Найнитале. Активно участвовал в национально-освободительном движении. В 1942 году был арестован за участие в антибританском движении «Прочь из Индии» и изготовление агитационных плакатов и памфлетов и отбыл 15-месячный срок в тюрьме Найнитала, где уже содержался его отец.
Выйдя на свободу в 1944 году, продолжил учёбу, стал магистром политологии и окончил Аллахабадский университет. В 1947 году был избран президентом студенческого союза в этом университете, в 1947—1949 годах работал секретарём Всеиндийского студенческого Конгресса.
После обретения страной независимости в 1950 году участвовал в первых выборах регионального уровня в 1952 году в качестве кандидата от социалистической партии. Несмотря на высокую популярность Индийского национального конгресса (ИНК), выиграл выборы и стал членом первого состава регионального парламента Уттар-Прадеша; в 1957 и 1965 годах был переизбран.
Член ИНК с 1963 года. В 1965 году стал министром регионального правительства. С 1969 по 1971 год он был президентом молодёжной организации ИНК.
С 1969 года неоднократно входил в состав правительства штата Уттар-Прадеш — министром финансов, тяжёлой промышленности, сахарной промышленности, местного самоуправления. 1 января 1976 года стал главным министром Уттар-Прадеша, однако был вынужден уйти в отставку вместе со своим правительством уже 30 апреля 1977 года, возглавив оппозицию в штате (всего он был главным министром Уттар-Прадеша трижды: в январе 1976 — апреле 1977, августе 1984 — сентябре 1985 и июне 1988 — декабре 1989 года). Являлся единственным индийским политиком, который был главным министром двух штатов — после разделения Уттар-Прадеша он стал главным министром штата Уттаракханд в 2002—2007 годах.
В 1979 году был назначен министром по делам парламента в правительстве Ч. Ч. Сингха.
В 1980 году был избран членом Лок сабхи, стал вице-председателем Комиссии по планированию. В 1985—1989 годах избирался в Раджья сабху. Одновременно с 1985 года был министром тяжёлой промышленности и государственных предприятий, а с 1986 ещё и министром нефти и природного газа (до октября 1986 года).
Занимал пост министра иностранных дел в 1986—87 годах и министра финансов и торговли Индии в 1987—88 годах.
В 1990 году, после убийства Раджива Ганди его кандидатура также обсуждалась в качестве нового премьер-министра Индии. В 1994 году создал свою партию — Всеиндийский Конгресс Индиры (Тивари) (All India Indira Congress (Tiwari)), однако в 1996 году вернулся в ИНК и дважды избирался в Лок сабху в 1996 и 1999 годах.
Назначался губернатором штата Андхра-Прадеш (22 августа 2007 — 26 декабря 2009 года), был вынужден подать в отставку из-за секс-скандала.
В 2017 году вступил в Бхаратия джаната парти.
Проживал в Дехрадуне. Умер в свой 93-й день рождения 18 октября 2018 года.